# Boxford (Massachusetts)
Boxford – miasto w Stanach Zjednoczonych, w stanie Massachusetts, w hrabstwie Essex.